# Fysikersamfundet i Finland
Fysikersamfundet i Finland (finska: Suomen fyysikkojen seura) är en finländsk (svenskspråkig) fysikerförening.
Fysikersamfundet i Finland, som har sitt säte i Helsingfors, grundades 1947, strax innan den finskspråkiga föreningen Finlands fysikerförening. Fysikersamfundet utgav 1958–1974 den populärvetenskapliga årspublikationen Reflexer och deltar sedan 1973 i utgivningen av Arkhimedes. Tillsammans med Finska kemistsamfundet och Kemiska sällskapet i Åbo organiserar Fysikersamfundet de sedan 2007 vartannat år återkommande Finlandssvenska Fysik- och Kemidagarna. Fysikersamfundet arbetar även aktivt för utvecklandet av undervisningen i fysik i skolorna.